# Де Йонг, Джерри
Джерри Муррьен де Йонг (нидерл. Jerry Murrien de Jong; род. 29 августа 1964, Парамарибо) — нидерландский футболист, игравший на позиции защитника. 

## Клубная карьера
Профессиональную карьеру начинал в первом дивизионе Нидерландов, играя за «Телстар» и «Херенвен». Благодаря репутации жестокого борца де Йонг получил интерес у клубов из Эредивизи. Летом 1989 перешёл в ПСВ.
Из-за большой конкуренции в клубе из Эйндховена, де Йонг за 5 лет сыграл только 51 игру. В 1993 году был отдан в аренду в «Гронинген». Через год покинул «ПСВ» и стал игроком французского клуба «Кан». После вылета команды из Лиги 1 и 15 матчей, де Йонг вернулся в Нидерланды, где играл в составах «Эйндховена» и «Маастрихта». В последнем, в возрасте 37 лет, завершил карьеру футболиста.

## Международная карьера
Дебют за национальную сборную Нидерландов состоялся 21 ноября 1990 года в отборочном матче на чемпионат Европы 1992 против сборной Греции. Всего де Йонг сыграл 3 матча за сборную.

## Личная жизнь
Его сын, Найджел, также является профессиональным футболистом и игроком национальной сборной Нидерландов.

## Статистика

### Матчи де Йонга за сборную Нидерландов
| Матчи де Йонга за сборную Нидерландов | Матчи де Йонга за сборную Нидерландов | Матчи де Йонга за сборную Нидерландов | Матчи де Йонга за сборную Нидерландов | Матчи де Йонга за сборную Нидерландов | Матчи де Йонга за сборную Нидерландов |
| ------------------------------------- | ------------------------------------- | ------------------------------------- | ------------------------------------- | ------------------------------------- | ------------------------------------- |
| №                                     | Дата                                  | Соперник                              | Счёт                                  | Голы де Йонга                         | Соревнование                          |
| 1                                     | 21 ноября 1990                        | Греция                                | 2:0                                   | —                                     | Чемпионат Европы 1992 (отбор)         |
| 2                                     | 19 декабря 1990                       | Мальта                                | 8:0                                   | —                                     | Чемпионат Европы 1992 (отбор)         |
| 3                                     | 17 апреля 1991                        | Финляндия                             | 2:0                                   | —                                     | Чемпионат Европы 1992 (отбор)         |

Итого: 3 матча / 0 голов; 3 победы, 0 ничьих, 0 поражений.

## Достижения
- Чемпион Нидерландов: 1990/91, 1991/92
- Обладатель Кубка Нидерландов : 1989/90
- Обладатель Суперкубка Нидерландов: 1993